# Збирка Галерије СЛУ Ниш
Збирка Галерије СЛУ Ниш основана је 1970. године када и Галерија савремене ликовне уметности Ниш (ГСЛУН) као једна од самосталних установа културе града Ниша. Она у свом саставу има богат фонд слика и других инвентарских јединица, разврстаних у пет збирки по врсти материјала, које броје 1.689 инвентарних јединица. Збирку чине дела најпознатијих ликовних уметника из Србије, свих крајева некадашње Југославије и иностранства.

## Историја
Након оснивања 9. јуна 1970. године, ГСЛУ Ниш прво се бавила организацијом изложби у сопственом изложбени простору, Павиљон у Тврђави, од 1982. и Салону 77 (Бали-бегова џамија у нишкој Тврђави), а од 1994—2017. и у галерији „Србија“, у коме су своја ликовна дела на самосталним и колективним изложбама излагали, страни и домаћих уметници, међу којима су се посебно истицали нишки  уметници и учесници Ликовне колоније Сићево.
Формирање сопствене галеријских збирке Галерија СЛУ је започела одмах по оснивању, на иницијативу др Лазара Трифуновића који је на оснивању Галерије истакао: Један од важних задатака Галерије представља ставарање богатог и моћног уметничког фонда. Да би се то остварило неопходна је динамична политика заснована на сигурним и строгим критеријумима.
Када су у оквиру рада стручног тела Галерије СЛУ током времена дефинисани јасни критеријуми музејске селекције за одабир дела за збирку Галерије СЛУ, кренуло се у оснивање збирки. То је на почетку изискувало значајну музеолошку активност засновану на прикупљању, адекватном чувању ручној обради уметничких дела и вођењу музеолошке документације. Тако су временом настајале и увећавале се збирке које на овом простору Србије приказују значајан део актуелних ликовних продукције почев од 1970. године до данас.
У почетном периоду, па све до краја 1990-их рад на збиркама Галерије, није био адекватан, јер се примерна пажња посвећивала изложбеним активностима а рад на збиркама, вођењу документације и смештају дела био је запостављен, што је резултовало губитком 44 дела.
У почетку (1970-их и 1980-их) откупи уметничких дела били су примарни у настанку збирке, да би се касније збирке обогаћивале поклонима, откупним наградама нишког УЛУС-а и УЛУПУДС-а. Поклони који су настали као обавеза за учешће у ликовној колонији у Луцерну, Ликовној колонији Сићево, а од 2006. године и у Графичкој колонији Сићево, данас и у будуће постали су најзначајни за попуни свих збирки Галерије.
За потребе Фонда збирке откупе су чинили: СИЗ за културу Ниша, Културно просветна заједница Ниш, Републички завод за културу,  а својевремено су учествовала и поједина нишка предузећа као што су: ЕИ Ниш, Ханивел, Дуванска индустрија Ниш и фабрика  Ђуро Салај Ниш.
Садржај збирки усклађен је са изложбеном политиком институције. Од  почетка настанка збирке откупљивана су или поклањана само излагана дела српских и међународних уметника која су била показатељ актуелних, уметничких пракси.   
Када су током 1990-их, због опште политичке, ратова и економске кризе у Србији, укинути фондови за откуп уметничких дела, збирке Галерије углавном су попуњаване поклонима аутора. Али и тада дела нису прикупљани насумично већ у договору кустоса лично са ауторима. Тако је збирка Галерије попуњена значајним делима Љубице Цуце Сокић, Синише Вуковића, Петра Омчикуса, Радомира Дамњановића Дамњана, Кенџи Нагаи (Јапан).
Галерија СЛУ Ниш, која данас поседује највреднију збирку српске савремене уметности на југу Србије, претендује да у скорије време прерасте у музеј југоисточне Србије.

## Збирке
Збирке ГСЛУ представљају један од начина којим се битно афирмише култура у Граду Нишу који је, временом, постао центар трајне оставштине за будућност целе југоисточне Србије. Сва дела која се чувају у депоу ГСЛУ урађена су по свим музеолошким принципима и о њима се води комплетна документација.
Колекција савремене ликовне уметности  Галерије СЛУ Ниш која тренутно броји 1.689 инвентарних јединица разврстана је у следећих пет збирки:

### Збирка савременог сликарства
Збирка савременог сликарства пружа увид у сложена кретања у српском сликарству од почетка 1970-их, до актуелних преиспитивања статуса слике као медија условљено применом нових софистицираних технологија. У збирци су заступљени уметници различитих генерација: Павле Васић, Милан Коњовић, Љубица Цуце Сокић, Стојан Ћелић, Петар Омчикус, Милета Продановић и других.
Збирку савременог сликарства, која је установљена од оснивања Галерије (1970) чини 584 дела, настала је као и остале збирке ГСЛУ Ниш захваљујући учесницима Ликовне колоније Сићево, откупу и поклонима установа и самих уметника.
Збирка је формирана захваљујући откупима Града Ниша са самосталних изложби у Нишу, откупима Републике Србије, фонда Галерије и личним поклонима аутора или по основу учешћа уметника у раду Ликовне колоније Сићево. Својевремено су набавци дела учествовала и поједина нишка предузећа као што су: ЕИ Ниш, Ханивел, Дуванска индустрија Ниш и фабрика  Ђуро Салај Ниш.

### Збирка цртежа, графика и радова на папиру
Збирку цртежа, графика и радова на папиру, која је  најобимнија у фонду Галерије има 607 дела, од којих су најзаступљеније графике изведене у различитим техникама високе, дубоке и равне штампе, затим цртежи и радови на папиру. Формирана је током пола века постојања установа, захваљујући Ликовној колонији „Сићево“, Графичкој радионици „Сићево“, резиденцијалним програмима, поклонима уметника и откупима након самосталних и колективних изложби. Обухвата радове југословенских и српских, као и страних уметника, који су били присутни на ликовној сцени Југославије и Србије  у периоду од 1970. године до данас.
Кроз ову збирку може се сагледати развој графичке уметности и разноврсност технике на овим просторима, почев од дрвореза, линореза, бакрописа, акватинте, мецотинте, суве игле, сито штампе и дигиталног принта.По садржају дела збирке су заснована на различитим тематским приказима, од пејзажа, портрета, фигурација, преко апстрактних и асоцијативних приказа и геометријских композиција.
Када је о цртежима реч, у Збирци су поред класичних дела, који су задржали своју традиционалну димензију, преко бојених и колажа, у збирци су присутна вешта експериментисања са различитим материјалима и самим тим рушења канона класичног цртежа. Не само због своје заступљености већ и квалитета, ови доказ су да је ова дисциплина опстала без обзира на све провокације савременог друштва и нове технологије и да је једнако третирана, као веома важан сегмент савремене уметности у Србији.
Када је реч о графици збирка пружа увид у токове развоја графичке уметности у свету последњих педесет година, али и смер којим савремено стваралаштво иде, као и спремност графике, да можда више него други видови ликовног изражавања, прихвати интензивне промене и појаве у свету уметности.            Највећи број графика потиче из периода након 2000-их, што говори у прилог интензивној међународној сарадњи, али и значају оснивања Графичке радионице у Сићеву. Разноврсност поетике и широке дијапазон графичке технике дела која се чувају у збирци графике, могу се приписати обухваћеним временским периодом од пола века, динамичним променама и кретањима на пољу уметности, утицају средине из које уметници долазе.

### Збирка савремене скулптуре
Збирку савремене скулптуре koja je установљена од оснивања Галерије (1970) чине 60 дела, која су значајно мања по броју експоната у односу на збирку графике и збирку савременог сликарства, аико је установљена исте године када и ове збирке што се може обијаснити пропорционално малим бројем уметника чија је основна вокација вајарство.
Збирка је формирана захваљујући откупима Града Ниша са самосталних изложби у Нишу, откупима Републике Србије, фонда Галерије и личним поклонима аутора или по основу учешћа уметника у раду Ликовне колоније Сићево.
Кроз дела вајара различитих генерација, збирка у приличној мери рефлектује кретање у Српском и Југословенском вајарству од средине 1960-их до данас, јер су у збирци најстарије скулптуре из 1965. године (Агресивна форма - Зорана Петровића и Скулптура 23 - Ота Лога). Велики број аутора заступљен је по једним радом, а поједини са по две до четири скулптуре.
У збирци доминирају дела српских вајара, међу којима су заступљени: Александар Зарин, Зоран Кратохвил, Зоран Петровић, Ото Лого, Светомир Арсић Басара, Мира Јуришић, Радмила Граовац, Душан Николић, Момчило Краковић, Венија Вучинић Турински, Милија Глишић, Јелисавета Шобар Поповић, Делија Првачки, Милија Нешић, Балша.
Рајчевић, Никола Кока Јанковић, Коста Богдановић, Душан Марковић, Ђорђије Црнчевић, Миливоје Богосављевић, Рајко Попивода, Мрђанб Бајић, Габријел Глид, Гордана Каљановић одановић, Здравко Јоксимовић, Жељка Момиров, Марко Црнобрња и Никола Пешић.  Овој плејади треба додати и вајаре са простора бивше Југославије:
- Хрватске - Бранко Ручић, Анте Мариновић
- Босне иХерцеговине - Бошко Кућански, Никола Њирић
- Словеније - Вилијем Јакопин, Јаков Брадар

Целокупна збирка се чува у депоима Галерије изузев једне, у виду бисте Портрет Надежде Петровић, рад Јелисавете Шобер Поповић и Р. Попиводе, која  се налази у двориштву зграде Ликовне колоније Сићево.

### Збирка деле ликовних уметника Ниша
Збирку деле ликовних уметника Ниша, која на најбољи начин представља ликовну сцена Ниша, чине 332 дела:
- 192 слике ,

- 29 цртежа,
- 72 графика
- 36 скулптура
- 3 дела проширених медија

У почетку (1970-их и 1980-их) збирка се попуњавала откупи уметничких дела са текућих колективних изложби, да би се касније збирка обогаћивале поклонима, откупним наградама нишког УЛУС-а и УЛУПУДС-а, поклонима који су настали као обавеза за учешће нишких уметника у ликовној колонији у Луцерну, Ликовној колонији Сићево, а од 2006. године и у Графичкој колонији Сићево.
Међу заступљенијима у збирци налазе се дела следећих нишких уметника: Перице Донкова, Радомира Антића, Стојка Стојкова, Момчила Митића, Николе Антова, Мирослава Анђелковића, Драгана Костића, Момира Цветковића. 

### Збирка фотографија и нових медија
Збирку фотографија и нових медија коју чини 47дела најмања је збирка у Галерији.   Збирка превасходно прати вишеслојна кретања домаће уметности, посебно почев од 1990-их када су се у овој области десиле бројне промене и јавила све чешћа истраживања.  Та активност посебно је интензивирана с почетка 21. века, са нагласком на откуп фотографија и нових медија, које се односе на  референтна дела из опуса уметника.
У овој збирци заступљена су дела следећих аутора: Душана Оташевића, Чедомира Васића, Анице Вучетић, Зорана Насковског, Слободанке Ступар и Ђорђа Одановића.
Нагласак на развој Збирке фотографија и нових медија, према речима кустоса Милана Ристића, данас су у највећој мери односи на откуп референтних дела из опуса уметника...тако да...овај избор већински чине нове аквизиције у колекцији Галерије.